# イン・フレイムス
イン・フレイムス（英: In Flames）は、スウェーデン出身のヘヴィメタルバンド。
元々は、メロディックデスメタルシーンの火付け役的な存在であった。特にメタルコアを始めとした次世代のヘヴィメタルバンドたちに影響を与えたとされる。ただし、活動中に徐々に音楽性を変化させ、現在の音楽性はオルタナティヴ・メタルに属する。

## 音楽性
初期の音楽性は、デスメタルの中にアイアン・メイデンなどに影響された叙情的なツインリードのフレーズを織り込んだものであり、その出自は英国を含む欧州型のヘヴィメタルにあると言える。
5thアルバム『Clayman』がアメリカでバンド側も予想外なヒットを記録したことをきっかけに、6thアルバムの『Reroute to Remain』で完全に方向転換し、オルタナティヴ・メタルやメタルコア寄りのサウンドとなった。
シンセサイザーを多用するサウンド、ミドルテンポでの跳ねるようなリズムやデスヴォイスとクリーンヴォイスの使い分けといった、メロデスを基調としながらもモダンな要素やキャッチーさを併せ持つ音楽性はアメリカを中心に広く受け入れられ、ブレイクを果たすこととなった。同時にメタルコア勢を中心とする若手バンドたちに大きな影響を与えた。
8thアルバム『Come Clarity』では、6th以降の音楽性を基調としながらも初期のアグレッシブな音楽性に回帰を思わせる点も見られる。
9thアルバム『A Sense of Purpose』以降は、オルタナティヴ・メタルへと音楽性を移行し始め、その後デスメタルから脱却した。そしてツアー後、中心人物であったイェスパーが脱退。
1stアルバムはメンバーが2nd以降とほとんど異なるため、1stと同じ曲が名前を変えて他のアルバムに収録されている。現ダーク・トランキュリティーのミカエル・スタンネがボーカルを務めていた時期もあった。

## 略歴

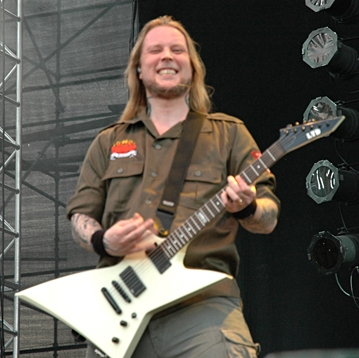
創設メンバー イェスパー・ストロムブラード

1990年に、スウェーデン・ヨーテボリ・ブーヒュース県・ヨーテボリにて、イェスパー・ストロムブラードを中心に結成される。最初期のメンバーは、イェスパー・ストロムブラード (Ds、Key、G)、グレン・ユングストローム (G)、アンダース・イワース (G)、ヨハン・ラーソン (B)の4名であった。当時、イェスパー・ストロムブラードとアンダース・イワースがセレモニアル・オースで活動していたこともあって、当初は目立った活動はしていなかった。1992年にアンダース・イワースが脱退。
1993年に、イェスパー・ストロムブラードがセレモニアル・オースから脱退し、活動を活発化。同年にカール・ナスルンド (G) が加入。正式ボーカリストが不在のため、ダーク・トランキュリティのミカエル・スタンネがセッション・ボーカルとして参加して、デモテープ『Demo '93』をリリース。同デモの楽曲の作詞もミカエル・スタンネが担当した。同デモのレコーディングは、スタジオ・フレッドマンで行われ、以降レコーディングはスタジオ・フレッドマンでフレドリック・ノルドストロームによるものとなる。このデモをきっかけに、スウェーデンのインディペンデントレコードレーベルのロング・アゲイン・レコードと契約。翌1994年に1stアルバム『Lunar Strain』をリリースしデビューする。同アルバムでも、引き続きミカエル・スタンネがセッション・ボーカルとして参加した。引き続き、作詞もミカエル・スタンネが担当した。同アルバムのメンバー写真には、ミカエル・スタンネが他のメンバーと共に写っている。その後、カール・ナスルンドが脱退。同年中に、1stEP『Subterranean』をレコーディングしリリース。同EP頃には、イェスパーがドラムスを担当することがほとんどなくなっており、ボーカリストとドラマーに数人のゲスト・ミュージシャンが参加している。
『Subterranean』リリース後、正式ドラマーとして、ビョーン・イエロッテ (Ds、G) が加入。2ndアルバムの制作に入るが、ボーカリストは定まらず、アルバム・デモテープ作成の段階では、マーダックのボーカリストのヨアキム・ゴスベルグがセッション参加していた。そのため、ヨアキム・ゴスベルグが2ndアルバム中の楽曲「Dead Eternity」の作詞を手掛けている。その後、1995年中頃に、セレモニアル・オース、元ダーク・トランキュリティのアンダース・フリーデン (Vo) が加入。バンド体制が整う。以降の作詞は、アンダース・フリーデンが担うようになった。1996年に2ndアルバム『The Jester Race』をリリース。リリース後、ウロング・アゲイン・レコードが活動を停止し、ドイツのニュークリア・ブラストに移籍。続いて、1997年に3rdアルバム『Whoracle』をリリース。同アルバムのレコーディング後に、グレン・ユングストロームとヨハン・ラーソンが脱退。脱退は、バンド活動に対する疲れが原因であった。この脱退を受けて、ピーター・イワース (B) が加入。ピーターは、最初期に参加していたアンダース・イワースの実弟である。またギタリストには、ガーデニアンのギタリスト、ニクラス・エンゲリン (G) がライヴ・セッションを経て正式に加入。リリース後、ツアーを行う。このツアー中、1998年2月に初来日している。このツアー後、ニクラス・エンゲリンが解雇される。解雇の理由は、ガーデニアンによって、ニクラスがイン・フレイムスをメインバンドに置くことができないというものであった。
ニクラス・エンゲリン脱退後、ドラマーのビョーン・イエロッテがギタリストに転向。この転向を受けて、Sacrilegeのドラマー、ダニエル・スヴェンソン (Ds) が加入。この加入によって、Sacrilegeは解散している。これまで、ラインナップが流動的で、メンバーが中々固定されなかったが、この交代劇を最後に約12年間、不動のラインナップとなる。1999年に4thアルバム『Colony』をリリースする。リリース後の7月には、2度目の来日を果たしている。2000年に5thアルバム『Clayman』をリリース。リリース後の2000年11月にアルマゲドンとザ・ホーンテッドと共に三度目の来日。この来日公演のうち、11月16日に赤坂BLITZで行われた東京公演の演奏がライヴアルバム『The Tokyo Showdown』としてリリースされた。
2001年には、スリップノットのサポートで、アメリカ合衆国でツアーを行う。このツアーの後には、アイスド・アース、ジャグ・パンツァーと共に再びアメリカツアーを行う。2002年に6thアルバム『Reroute to Remain』をリリース。同アルバムから、フレドリック・ノルドストロームのプロデュースを離れ、ダニエル・ベルグストランドがプロデューサーとして就いている。リリース後には、スレイヤー、ソウルフライと共にアメリカツアーを行った。
引き続き、多数のライヴをこなしつつ、2003年にはEP『Trigger』をリリースし、続いて2004年に7thアルバム『Soundtrack to Your Escape』をリリース。2006年に8thアルバム『Come Clarity』をリリース。同年後半のツアーではイェスパー・ストロムブラードが個人的な理由で離脱し、元メンバーのニクラス・エンゲリンがセッション参加。更に妻の出産を理由にビョーン・イエロッテも離脱。エヴァグレイのヘンリック・ダンヘイジがセッションで参加した。

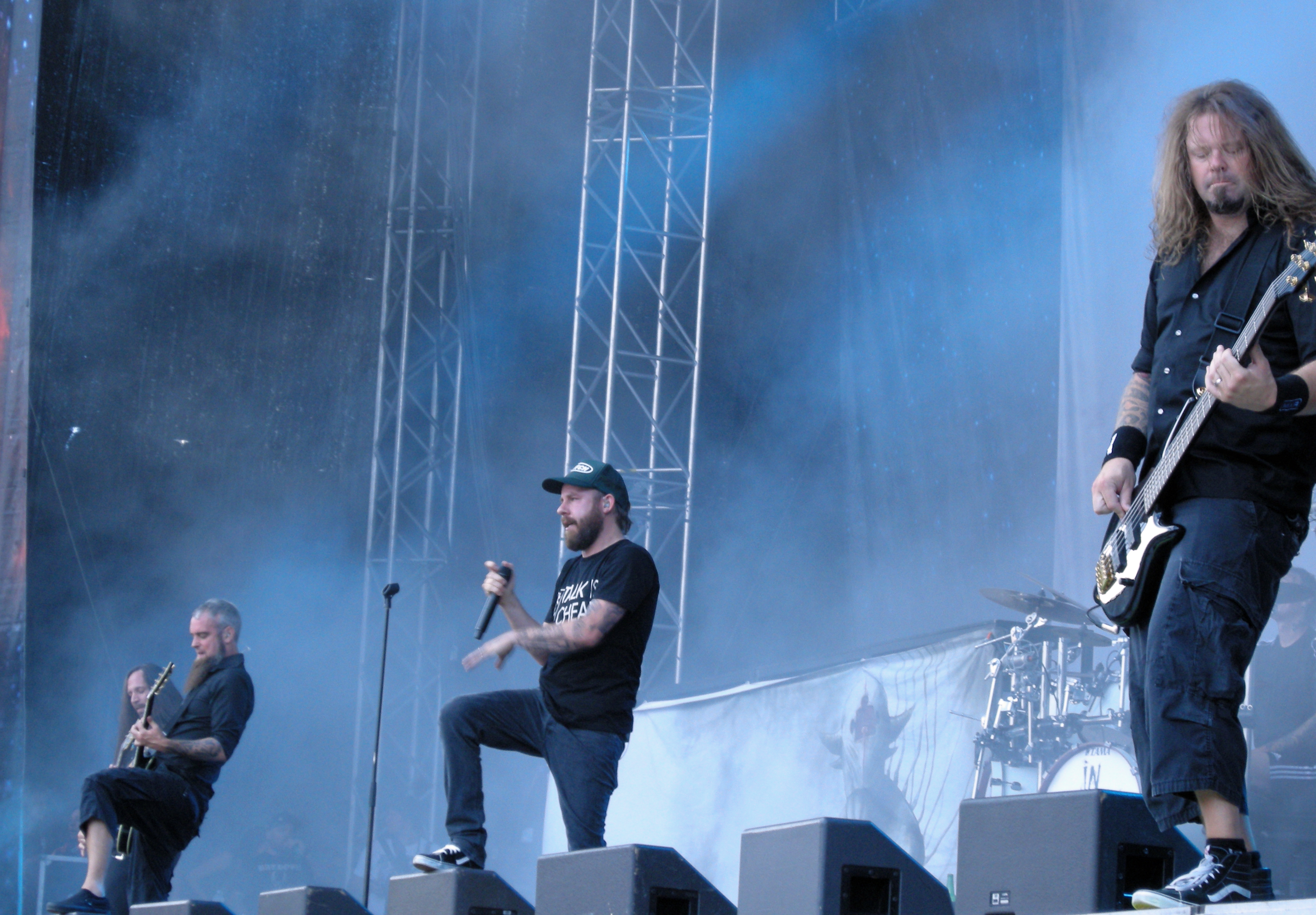
スウェーデン・ストックホルム公演 (2011年7月)

スタジオ・フレッドマンが移転した後のスタジオを、イン・フレイムスが購入。IFスタジオ (IF Studio) を開設した。以降、このスタジオでレコーディングを行うようになる。2007年に9thアルバムのレコーディングを行う。ヴォーカル・プロデュース、レコーディングは引き続きダニエル・ベルグストランドが担当し、この他のパートのプロデュース、レコーディングはロベルト・ラギが担当した。
2009年のツアーから、アルコール依存症の治療と個人的問題の解決のためにバンドリーダーのイェスパー・ストロムブラードがツアーを離脱。ニクラス・エンゲリンが代役を務めた。それから約1年が経過した2010年2月12日、イェスパーが脱退。イェスパーの席を空けておくとの理由で、メンバー補充はされず、引き続きニクラス・エンゲリンがセッション参加していた。しかし、イェスパー脱退から約1年が経過した2011年にニクラス・エンゲリンが正式メンバーとしてイン・フレイムスに再加入した。10thアルバムのレコーディングは2010年終わり頃から行われており、ニクラスは参加していない。センチュリー・メディア・レコードに移籍して、2011年に10thアルバム『Sounds of a Playground Fading』をリリース。

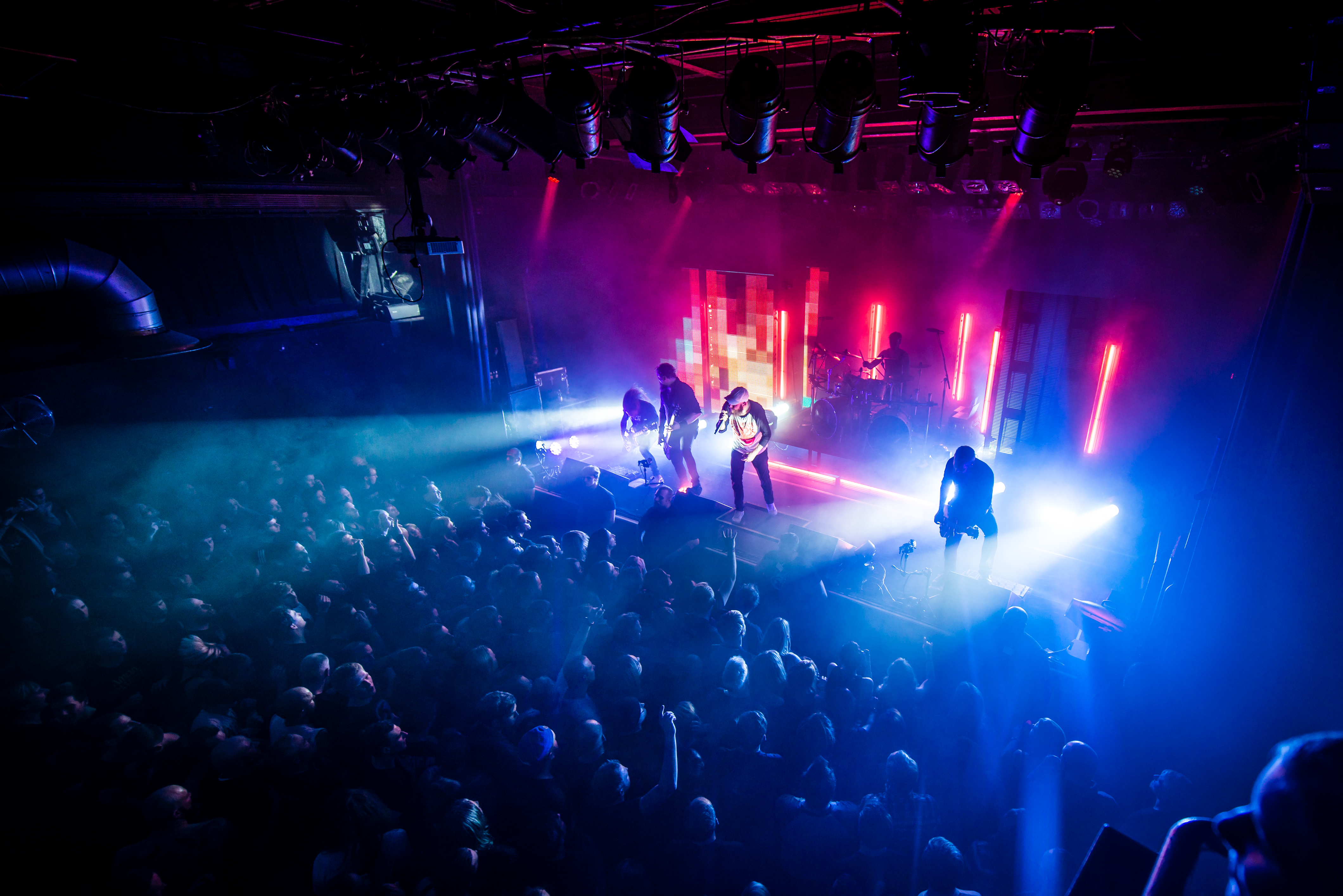
ドイツ・ボーフム公演 (2015年11月)

10thアルバムリリース後、センチュリー・メディアを離脱。離脱後、レーベル未定のまま2013年12月にスタジオ入りし、11thアルバムをレコーディング。レコーディング後に、ドイツのソニー・ミュージックと契約。同社傘下のエピック・レコードに移籍した。2014年に、11thアルバム『Siren Charms』をリリース。
2015年11月、ドラマーのダニエル・スヴェンソンが脱退した。脱退の原因は、家族との時間を大切にするため。脱退発表の時点で、後任は決まっていない。
2016年6月に、過去に15年近く所属していたニュークリア・ブラストと再び契約した。同年9月に新ドラマーとして元Redのジョー・リカルド (Ds) の加入が発表された。同年11月、12thアルバム『Battles』をリリース。同月末にはベースのピーター・イワースが脱退した。脱退の理由は、別の試みに注力するためとしている。
2018年7月、ジョー・リカルドに代わって、タナー・ウェイン (Ds) が2018年のライヴツアーに参加することを発表した。2019年3月に13thアルバム『I, the Mask』をリリース。正式な加入発表は無かったが、当初ツアーメンバーとして参加していたブライス・ポール・ニューマン (B)とタナー・ウェインが同アルバムでは正式メンバーとしてクレジットされた。ただし、ウェインについては参加している楽曲は1曲のみであり、残りの曲はリカルドが担当している。2019年4月には、ニクラス・エンゲリンが個人的な問題への対応のため、夏のツアー迄参加することが出来ず、代わりにクリス・ブロデリック (G) がツアーに参加することが発表された。しかし、その後もエンゲリンは復帰せず、2020年6月時点でFacebookのバンドメンバーもブロデリックへと表記が変更されている。
2023年6月、ブライス・ポール・ニューマン（ベース）が脱退。サポート・ベーシストとして、ライアン・ウィルソン（元ザ・ディリンジャー・エスケイプ・プラン）が参加することをバンドのSNSで発表した。

## 備考
2ndアルバムより、ブックレットには必ず"May the force be with you"の文言が書かれている。イェスパーの飼い猫の名前が"スカイウォーカー"であることからも、メンバーの多くがスター・ウォーズのファンであると思われる。
作曲とレコーディングは、アルバム収録曲しか行わない。そのため、4thまでに収められた日本盤ボーナストラックは、全て書き下ろされたもの。5th以降はライブ音源となり、8thではボーナストラックそのものが無くなった。
ソイルワークの曲「Rejection Role」のPVにイン・フレイムスのメンバーがカメオ出演している。また、イン・フレイムスの「Trigger」のPVにはソイルワークのメンバーがカメオ出演を果たしている。

## メンバー

### 現ラインナップ
- アンダース・フリーデン (Anders Fridén) – ボーカル (1995 - 現在)
1973年3月25日生まれ。セレモニアル・オース、ダーク・トランキュリティを経てイン・フレイムスに参加。自身のサイドプロジェクト「パッセンジャー」での活動の他にスタジオ・フレッドマンでプロデュース活動も行っている。バンドでは全曲の作詞を手がける。
- ビョーン・イエロッテ (Björn Gelotte) – リードギター (1995 - 現在)
1975年生まれ。加入時はドラムを担当していたが4thアルバムよりギターへ転向[注釈 1]。3rdアルバムよりイェスパーと共に、ほぼ全ての作曲に関わる。5thアルバム＃10 Suburban Meでは、自身の担当するソロ部分の演奏に行き詰まり、当該箇所はイェスパーが頼み込んでアーチ・エネミーのクリストファー・アモットに弾いてもらったという逸話がある。かつてはイェスパーと共にオール・エンズでも活動していた。
- タナー・ウェイン (Tanner Wayne) - ドラムス (2018 - 現在)
当初はツアーメンバーとして参加し、後に正式メンバーとして加入。

- クリス・ブロデリック (Chris Broderick) - リズムギター (2022 - 現在; ツアー、2019 - 2022)
当初はツアーメンバーとして参加し、後に正式メンバーとして加入。メガデス、アクト・オヴ・デファイアンスなどで活動。

- ライアン・ウィルソン (Liam Wilson) - ベース (2024 - 現在; ツアー、2023 - 2024)
当初はツアーメンバーとして参加し、後に正式メンバーとして加入。ザ・ディリンジャー・エスケイプ・プランの元メンバー。

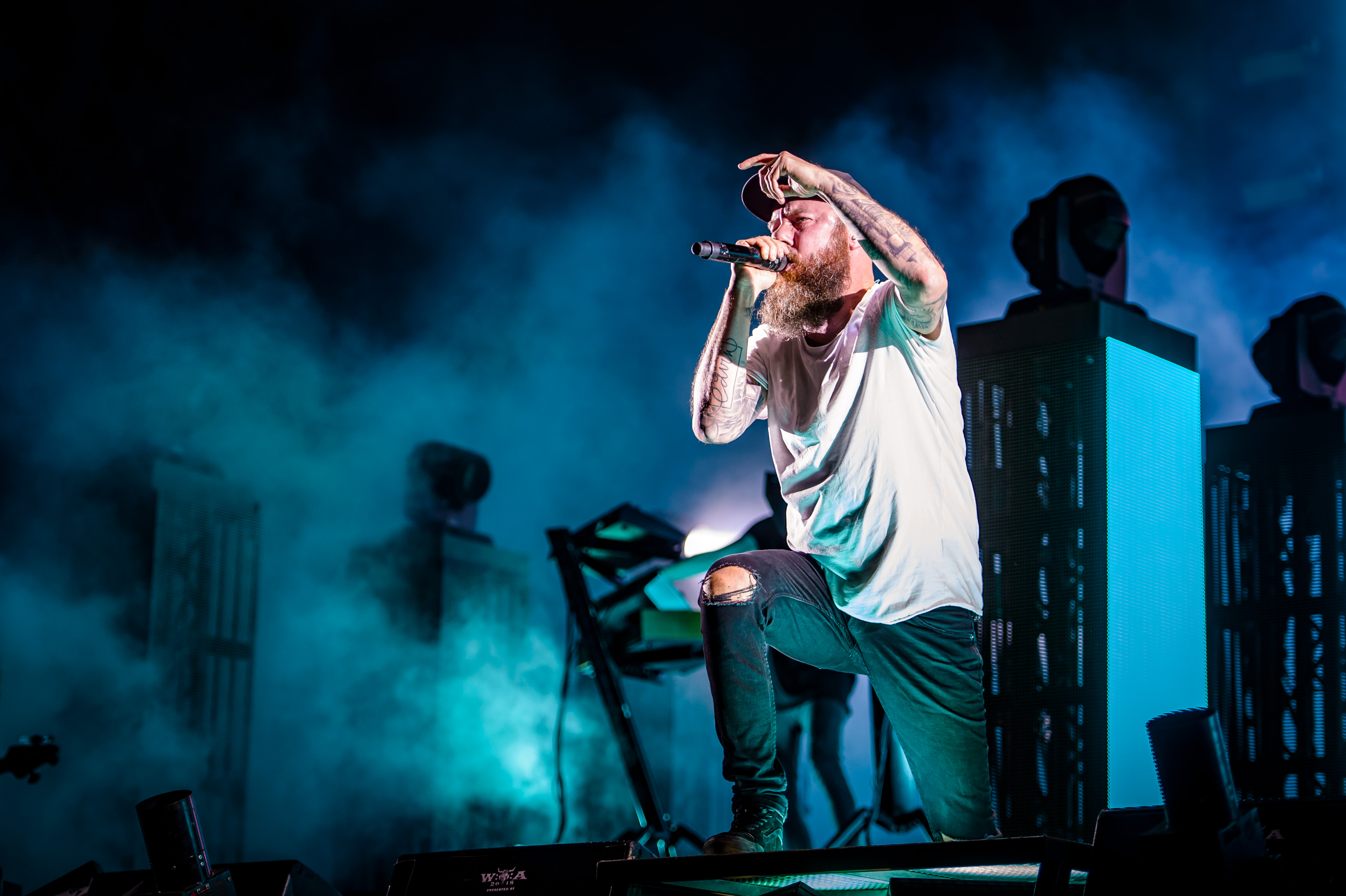
アンダース・フリーデン(Vo) 2018年
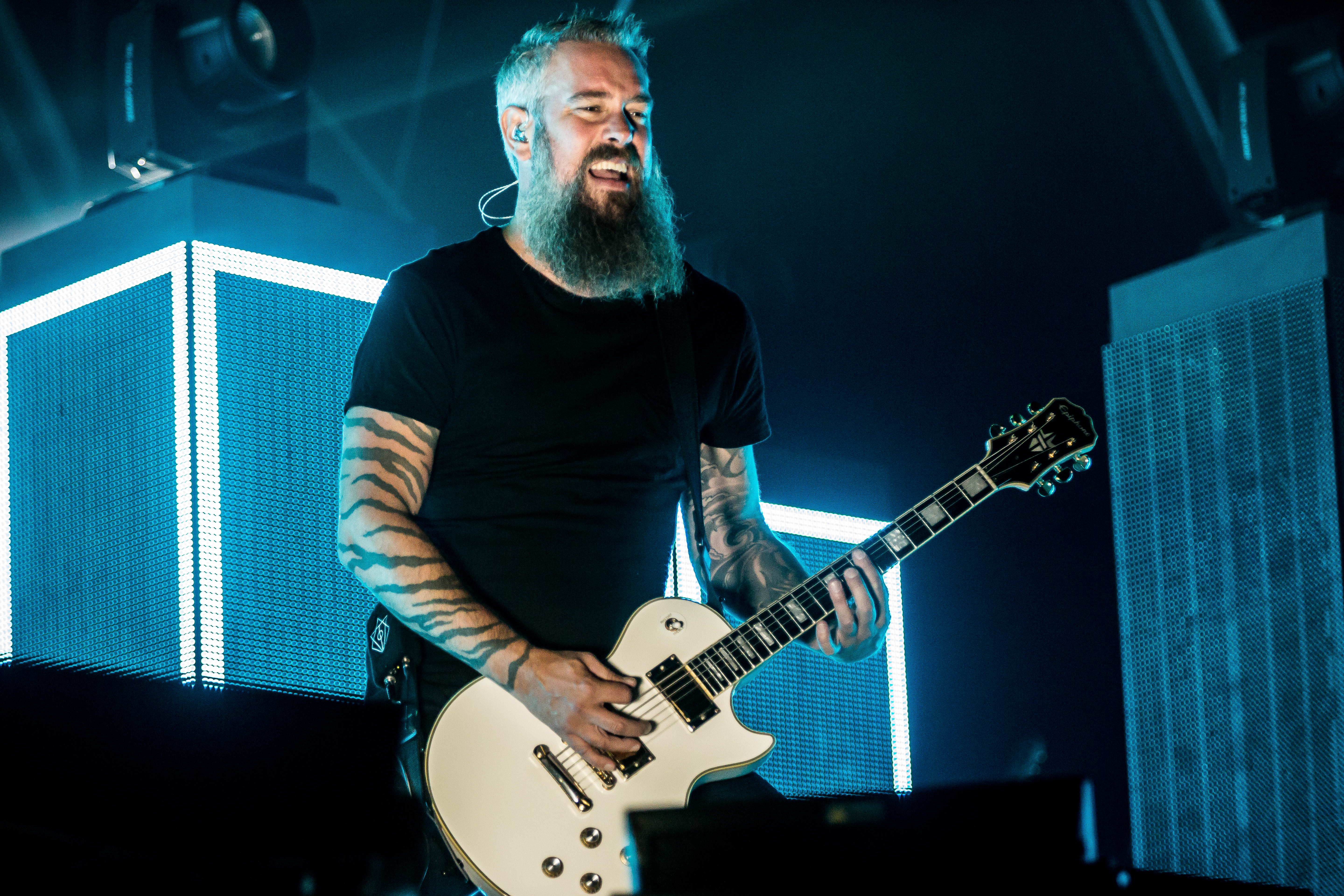
ビョーン・イエロッテ(G) 2018年

### 旧メンバー

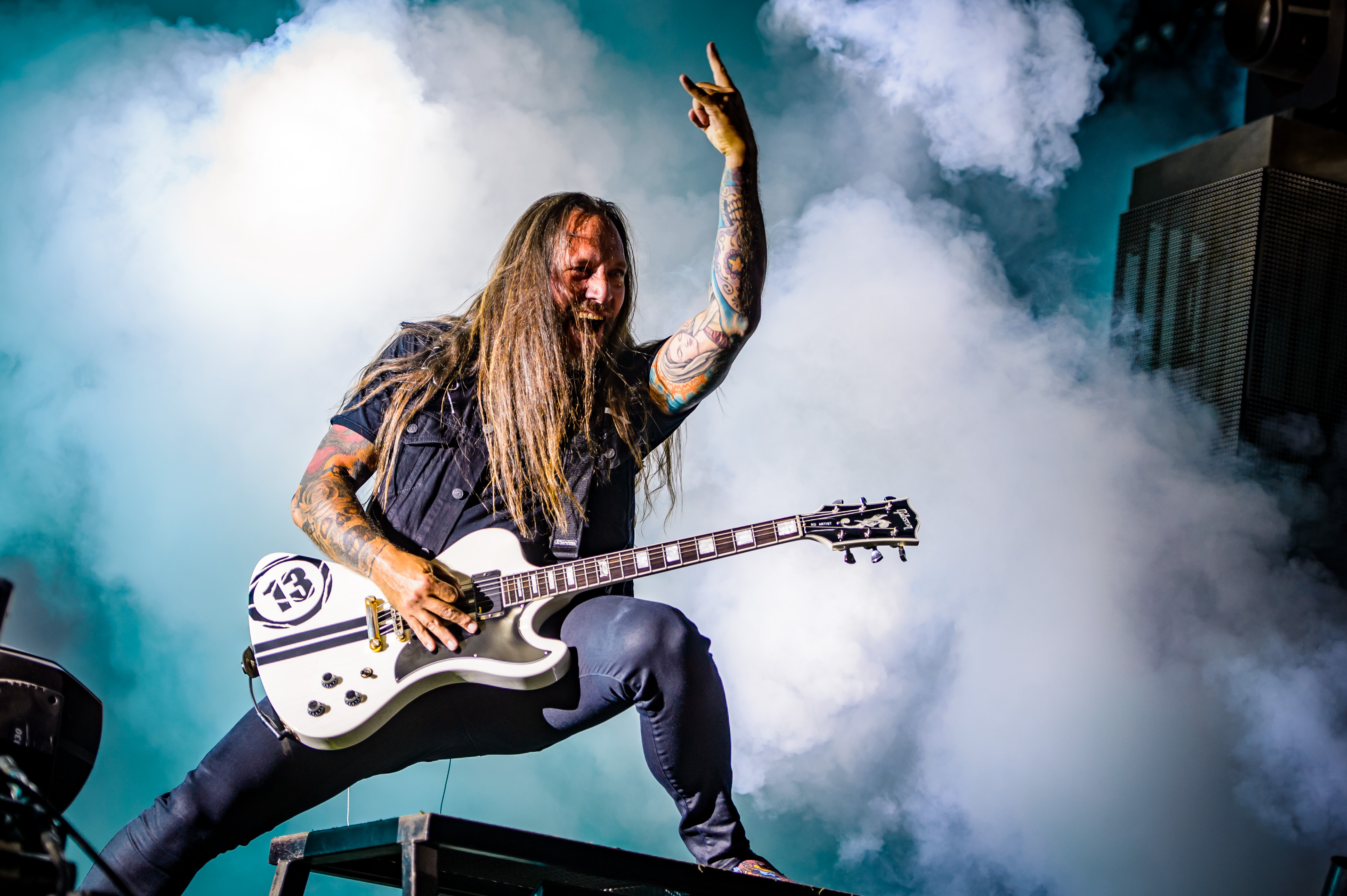
ニクラス・エンゲリン(G) 2018年

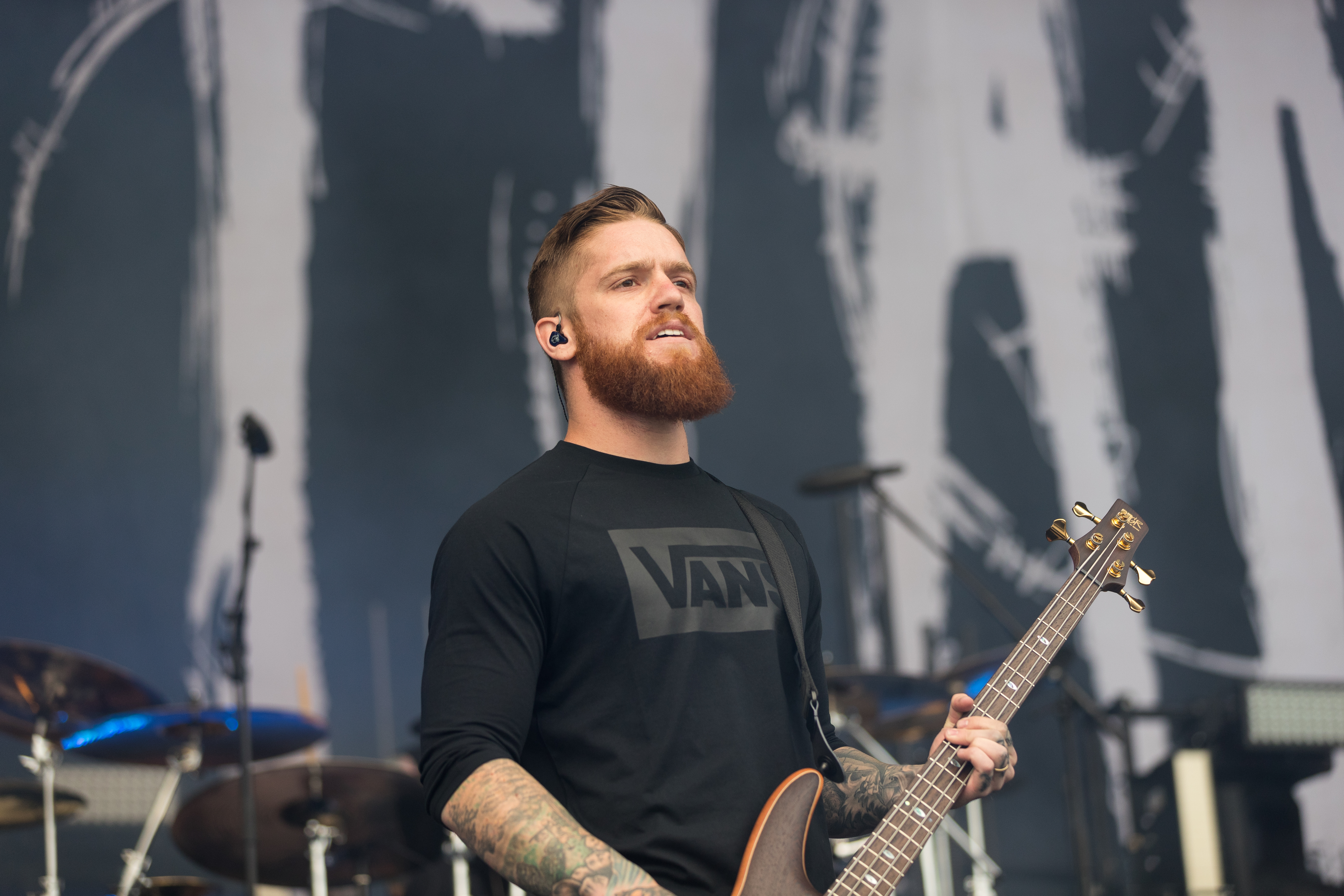
ブライス・ポール・ニューマン(B) 2017年

- アンダース・イワース　(Anders Iwers) – ギター (1990 - 1993)
ピーター・イワースの実兄である。セレモニアル・オース在籍中にイン・フレイムスに加入。現在はティアマット、ダーク・トランキュリティに在籍している。
- カール・ナスルンド (Karl Näslund) – ギター (1993 - 1994)
2024年に逝去[26]。51歳没[26]。
- グレン・ユングストローム (Glenn Ljungström) – ギター (1993 - 1997)
在籍時は、イェスパー・ストロムブラードと共にバンドのメインコンポーザーだった。脱退後ディメンション・ゼロで活動していたが現在は脱退している。また初期のハンマーフォールにも在籍していた。
- イェスパー・ストロムブラード (Jesper Strömblad) – ギター (1990 - 2010)
1972年11月28日生まれ。1stアルバム時は、バンドメンバーが流動的で集まらず、ギター、ドラム及びキーボードを演奏した。2ndアルバムよりギターとキーボードを担当。4thアルバムより、ギター専任となる。バンド結成当時からのメンバーであり、脱退するまでに半分、またはそれ以上の作曲を行っている。イン・フレイムス活動初期には、セレモニアル・オースでも活動していた。さらに、初期のハンマーフォールに在籍していた他にディメンション・ゼロ、オール・エンズなどのサイドプロジェクトや、シナジーの1stアルバムにも参加していた。ディメンション･ゼロではギター及びベースを担当。事実上バンドの司令塔であるが、極度のインタビュー恐怖症もちとして知られる。2010年2月12日付けで公式サイトにて脱退を発表。
- ニクラス・エンゲリン (Niclas Engelin) – リズムギター (1997 - 1998, 2011 - 2020頃)
1997年の加入後、ガーデニアンでも活動していたが、そのためイン・フレイムスをメインバンドにできなかったため脱退。ガーデニアンは2004年に解散したが、アンダース・フリーデンのサイド・プロジェクト、パッセンジャーや、ザ・クラウンのマーカス・スーネソンと共にエンゲルを結成して活動中。イン・フレイムス脱退後でも、イェスパー・ストロムブラードの代役のギタリストとして、ツアーに参加していた。2011年になって、イェスパー・ストロムブラードの後任として正式メンバーとして再加入した。脱退等の正式な発表は無かったが、2020年6月にはFacebookのメンバーはクリス・ブロデリックへと変更されている。
- ヨハン・ラーソン (Johan Larsson) – ベース (1990 - 1997)
初期ハンマーフォールに在籍していた。
- ピーター・イワース (Peter Iwers) – ベース (1997 - 2016)
- ブライス・ポール・ニューマン (Bryce Paul Newman) – ベース (2017 - 2023)
当初はツアーメンバーとして参加し、後に正式メンバーとして加入。

1975年5月15日生まれ。元妻と子供がいる。
- ダニエル・スヴェンソン (Daniel Svensson) – ドラムス (1998 - 2015)
1977年生まれ。2人の子持ち。2人目の出産の時にはツアーを休んだ。
- ジョー・リカルド (Joe Rickard) – ドラムス (2016 - 2018)
Redの元メンバー。

## ディスコグラフィ

### アルバム
- 1994年 Lunar Strain
- 1995年 The Jester Race
- 1997年 Whoracle
- 1999年 Colony
- 2000年 Clayman
- 2002年 Reroute to Remain
- 2004年 Soundtrack to Your Escape
- 2006年 Come Clarity
- 2008年 A Sense of Purpose
- 2011年 Sounds of a Playground Fading
- 2014年 Siren Charms
- 2016年 Battles
- 2019年 I, the Mask
- 2023年 Foregone

### シングル・ミニアルバム
- 1994年 Subterranean
- 1997年 Black-Ash Inheritance
- 2002年 Cloud Connected
- 2003年 Trigger
- 2004年 The Quiet Place
- 2017年 Down, Wicked & No Good

### ライブ
- 2001年 The Tokyo Showdown （日本でのライブ）

### コンピレーション
- 1995年 V.A. / W.A.R. Compilation Vol.1

### ビデオ
- 2005年 Used & Abused - In Live We Trust （ライブ）